# 韦岫
韦岫（？—？），字伯起，京兆府万年县（今陕西省西安市长安区）人，出自京兆韦氏郧公房，唐朝官员。

## 生平
韦岫和哥哥韦宙一样也有名气。韦宙在岭南时把侄女嫁给低级军官刘谦，有人劝谏韦宙不要这么做，韦岫说：“我的子孙或许会以刘谦为依靠。”刘谦之后以功劳出任封州刺史，生有二子就是刘隐和刘䶮。卢携相貌非常丑陋，大中年间考中进士后，因为相貌和风度都不出众，说话又吐字不清，因为舌头短的原因，将名字“携”读成“慧”。韦家兄弟都轻视和侮辱他，只有韦岫对他很尊重，他对兄弟们说：“卢携虽然人长得丑，但是他的文章写得好。如果按照文章来预测这个人，将来必有大的作为。”后来卢携果然通过政事和经义的考试，竟然进入中央担任宰相，他奖励提拔韦岫从泗州刺史升任福建观察使。当初轻视侮辱卢携的韦家兄弟，都没有什么作为。乾符五年，黄巢围困福州，韦岫和黄巢交战无法获胜，十二月甲戌（879年1月9日），黄巢攻克福州，韦岫弃城逃走。

## 家庭

### 父母
- 韦丹，唐朝江西观察使、武阳郡公
- 兰陵萧氏，唐朝中书令萧华孙女，殿中侍御史萧恒之女[5]

### 兄弟
- 韦寘[5]
- 韦宙，唐朝检校尚书左仆射同平章事、岭南节度使

### 子女
- 韦说

## 评价
- 《北梦琐言》：至如越州崔璆、湖南崔瑾、福建韦岫、郓州蔡崇（应为薛崇）、徐方支详、许昌薛能、河中李都窦潏、凤翔徐彦若，狼狈恐惧，求免不暇。